# Aaron Swartz (attore)
Aaron Swartz (Londra, ...) è un attore e regista britannico.

## Biografia
Aaron Swartz fu allievo della Drama Centre London, una scuola d'arte teatrale affiliata al Central Saint Martins, uno dei collegi costitutivi dell'University of the Arts London. Nel 1983, Swartz fu nel cast di Cavalli di razza, mentre l'anno successivo recitò nei panni del podista Herbert Jamison in un episodio della miniserie The First Olympics: Athens 1896, premiata agli Writers Guild of America Awards. Due anni più tardi venne ingaggiato per il film-TV statunitense The Last Days of Patton e in quello britannico Over Here.
Nel 1994 interpretò il ruolo di Cutter, il protagonista del videogioco cyberpunk burn:cycle. In carriera, Aaron Swartz ha recitato in più di venti film e fiction, tra cui Quarto protocollo (1987), Entrapment (1999), Do Not Disturb - Non disturbare (1999) e Codice 51 (2001). Prese parte anche a due cortometraggi: Blanche Maguire, nel 2005, e Mowing the Lawn, nel 2008.
Nel 2006, partecipò a un progetto pilota del Dart Center for Journalism and Trauma della Columbia University nel quale diresse un gruppo di attori che interpretavano i ruoli delle vittime e dei testimoni di un attacco terroristico a Londra. Tra il 2010 e il 2012 vestì i panni di Dan Mazur nei 25 episodi della docuserie televisiva I Shouldn't Be Alive. Negli anni duemila, divenne insegnante di recitazione al Drama Centre e alla Royal Central School of Speech and Drama, a Londra, e all'Academy for Creative Training di Brighton, nonché docente di arti dello spettacolo al Bexhill College.

## Filmografia parziale

### Cinema
- Cavalli di razza (The Lords of Discipline), regia di Franc Roddam (1983)
- Quarto protocollo (The Fourth Protocol), regia di John Mackenzie (1987)
- Entrapment, regia di Jon Amiel (1999)
- Do Not Disturb - Non disturbare (Do Not Disturb), regia di Dick Maas (1999)
- Codice 51 (The 51st State), regia di Ronny Yu (2001)

### Televisione
- The First Olympics: Athens 1896 - miniserie TV, 2 episodio (1984)
- The Last Days of Patton - film TV (1985)
- Over Here - film TV (1985)